# بني المحيا (بني سعد)

تعديل مصدري - تعديل

بني المحيا هي إحدى قرى عزلة بني قراط بمديرية بني سعد التابعة لمحافظة المحويت، بلغ تعداد سكانها 138 نسمة حسب تعداد اليمن لعام 2004.